# Ferrocarril de Duffield Bank
El Ferrocarril de Duffield Bank fue construido en 1874 por Sir Arthur Percival Heywood en los terrenos de su casa, en una ladera con vistas a Duffield, Derbyshire. Aunque el mapa del Servicio Cartográfico Británico de alrededor de 1880 no muestra el propio ferrocarril, sí incluye dos túneles y dos postes de señales. 

## Historia
Sir Arthur deseaba explorar las posibilidades de los pequeños ferrocarriles para actividades como la minería, las canteras, la agricultura o la construcción. Pensaba que serían relativamente fáciles de construir y de operar. También vio sus posibilidades como ferrocarriles militares detrás de las líneas del frente, para transportar municiones y suministros. Ya se habían construido otros pequeños ferrocarriles con vías de 2 pies (610 mm) de ancho, pero deseaba usar el mínimo que pudiera considerarse práctico. Habiendo construido previamente un pequeño ferrocarril de 9 plg (229 mm), se decidió por el ancho de 15 plg (381 mm).
Duffield Bank es una colina bastante empinada al este del pueblo. Durante un período de aproximadamente siete años, la pista alcanzó una distancia de aproximadamente 1 milla (1,6 km) de largo, con túneles, algunas curvas muy cerradas y pendientes pronunciadas, con seis estaciones. Para demostrar la versatilidad de la línea, agregó tanto vagones de carga como coches de pasajeros, así como un coche dormitorio con un inodoro y un restaurante con un compartimento para cocinar. 

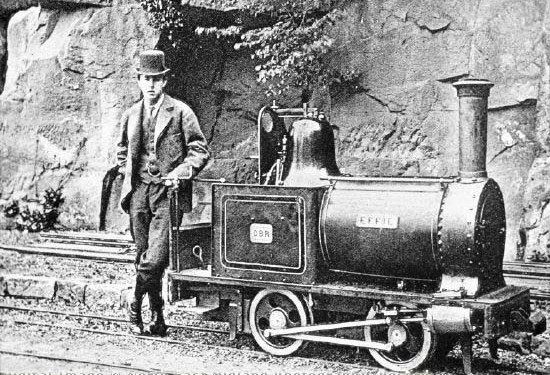
La primera locomotora utilizada por Arthur Heywood en Duffield Bank: "Effie"

Su primera máquina fue una 0-4-0 T denominada "Effie", construida simplemente para proporcionar la tracción necesaria en los primeros experimentos de Sir Arthur, que todavía estaba muy lejos de lo que sería el diseño final de sus locomotoras. Sin embargo, al igual que sus otras máquinas, utilizaba una "caldera de tipo lanzado" con un hogar cilíndrico fabricada por Abbott and Company de Newark-on-Trent. Sin el hogar situado por debajo del cuerpo de la caldera, el peso del bastidor  se equilibraba en cada extremo, sin necesidad de usar ruedas de arrastre, ya que deseaba concentrar todo el peso en las ruedas motrices. También consideró que debía tener un costo de adquisición bajo, con un mantenimiento relativamente fácil.  
Este sistema ya había sido utilizado por Ramsbottom en algunas máquinas de los ramales del Ferrocarril de Londres y del Noroeste, y funcionaba bien en máquinas que pasaban mucho tiempo en reposo. Aunque el área de la rejilla era proporcional a la superficie de calentamiento de la caldera, el volumen de la cámara de combustión era pequeño y era difícil mantener una reserva de vapor durante un ciclo prolongado. Sin embargo, consideró que las ventajas de este tipo de calderas superaban a sus inconvenientes, y las siguió usando en sus locomotoras posteriores. 
Su siguiente máquina fue una 0-6-0 T, bautizada "Ella", una locomotora con depósito incorporado y seis ruedas acopladas, con una caldera y una caja de fuego más grandes, trabajando a una presión más alta. Debido a lo pronunciado de las curvas de su vía, algo que esperaba que fuera una característica de futuras construcciones, ideó lo que llamó sus "ejes radiantes", presagiando los sistemas posteriores de Klien-Lindner y de Luttermöller. El equipo de válvulas exterior era similar al del tipo Joy, derivado del utilizado el fabricante Brown-Boveri de Winterthur en Suiza. Se construyó una tercera máquina, "Muriel" con los mismos elementos básicos que "Ella", pero con ocho ruedas acopladas e incluso más grande. 
Aunque mostró su línea a empresarios y militares en numerosas ocasiones, la única persona que se interesó fue el duque de Westminster, quien le pidió que construyera una línea en Eaton Hall, en Cheshire. La primera máquina de este Ferrocarril de Eaton Hall fue "Katie", una 0-4-0 T pero más grande que "Effie", y equipada con un sistema de válvulas Brown/Heywood. Posteriormente, se construyeron otras dos locomotoras 0-6-0 T idénticas, "Shelagh" y "Ursula". 
Poco después de esto, en 1916, Sir Arthur murió y el Ferrocarril de Duffield Bank se cerró. La mayor parte del stock se vendió al Ferrocarril de Ravenglass y Eskdale, que estaba en proceso de modificar su ancho. El Ferrocarril de Eaton Hall continuó funcionando durante varios años, transportando madera y materiales de construcción alrededor de la finca, hasta que se cerró en 1947. Ninguna de las líneas de Sir Arthur se ha conservado, pero en los últimos años, los entusiastas seguidores de la Colección Heywood, han recuperado varias piezas de interés. 
De las locomotoras, solo "Muriel" sobrevive (muy modificada) trabajando en el Ferrocarril de Ravenglass y de Eskdale con el nombre de "River Irt", que se considera la locomotora de vía mínima más antigua que ha sobrevivido. Sin embargo, se han conservado partes de "Ella" en la máquina 4-6-4 diésel denominada "Shelagh of Eskdale", también el Ferrocarril de  Ravenglass & Eskdale. La línea también alberga los restos de "Katie" (principalmente los bastidores), que actualmente se está reconstruyendo. 
El Ferrocarril de Perrygrove en Gloucestershire fue construido teniendo muy en cuenta el trabajo de Sir Arthur.

## Locomotoras
| Duffield Bank - 1874 Effie 0-4-0 T - Caldera 125 libras por pulgada cuadrada (87,9 mca) - Área de rejilla 1,25 pies cuadrados (0,1 m²) - Superficie de calentamiento 23 pies cuadrados (2,1 m²) - Cilindros 4 x 6 pulgadas (10,2 x 15,2 cm) - Diámetro de la rueda 1 pie 3,5 pulgadas (393,7 mm) - Equipo de válvulas Stephenson - 1881 Ella 0-6-0 T - Caldera 160 libras por pulgada cuadrada (112,6 mca) - Área de rejilla 2,12 pies cuadrados (0,2 m²) - Superficie de calentamiento 70 pies cuadrados (6,5 m²) - Cilindros 4,875 x 7 pulgadas (12,38 x 17,78 cm) - Diámetro de la rueda 1 pie 1,5 pulgadas (0,3 m) - Engranaje de válvulas Brown/Heywood - 1894 Muriel 0-8-0 T - Caldera 160 libras por pulgada cuadrada (112,6 mca) - Área de rejilla 3 pies cuadrados (0,3 m²) - Superficie de calentamiento 91 pies cuadrados (8,5 m²) - Cilindros 6,25 x 8 pulgadas (15,88 x 20,32 cm) - Diámetro de la rueda 1 pie 6 pulgadas (0,457 m) - Engranaje de válvulas Brown/Heywood - Peso 5 toneladas largas (5,1 t; 5,6 ST) |  | Eaton Hall - 1896 Katie 0-4-0 T - Caldera 160 libras por pulgada cuadrada (112,6 mca) - Área de rejilla 2,12 pies cuadrados (0,2 m²) - Superficie de calentamiento 53 pies cuadrados (4,9 m²) - Cilindros 4,675 x 7 pulgadas (11,87 x 17,78 cm) - Diámetro de la rueda 1 pie 3 pulgadas (0,4 m) - Engranaje de válvulas Brown/Heywood - 1904 Shelagh 0-6-0 T - Caldera 160 libras por pulgada cuadrada (112,6 mca) - Área de rejilla 3 pies cuadrados (0,3 m²) - Superficie de calentamiento 80 pies cuadrados (7,4 m²) - Cilindros 5,5 x 8 pulgadas (14,0 x 20,3 cm) - Diámetro de la rueda 1 pie 4 pulgadas (0,4 m) - Engranaje de válvula marrón / Heywood. - 1916 Ursula 0-6-0 T - como Shelagh |